# Чилда
Чилда — село в Тляратинском районе Дагестана. Входит в сельское поселение сельсовет Хидибский.

## География
Расположено в 6 км к северу от районного центра — села Тлярата, на левом берегу реки Аварское Койсу.

## Население
| 1970 | 1989 | 2002 | 2010 | 2021 |
| ---- | ---- | ---- | ---- | ---- |
| 110  | ↗132 | ↗148 | ↘115 | ↗203 |